# سون مالم
سون مالم (انگلیسی: Sven Malm؛ ۲۵ فوریه ۱۸۹۴ – ۲۶ نوامبر ۱۹۷۴ (aged 80)) ورزشکار دو و میدانی اهل سوئد بود.
وی در مسابقات کشوری و بین‌المللی در مجموع برندهٔ ۱ مدال برنز شده‌است.